# Achâtel
Achâtel (Chaité en lorrain) est une ancienne commune de la Moselle rattachée à Sailly le 1er janvier 1962 pour former Sailly-Achâtel.

## Histoire
La seigneurie d'Achâtel appartenait au chapitre de la cathédrale de Metz et formait un fief mouvant du roi de France. Elle était annexe de la paroisse de Sailly.
Le 1er janvier 1962, la commune d'Achâtel est rattachée à celle de Sailly qui devient Sailly-Achâtel.

## Démographie
| 1793 | 1800 | 1806 | 1821 | 1836 | 1841 | 1861 | 1866 | 1872 |
| ---- | ---- | ---- | ---- | ---- | ---- | ---- | ---- | ---- |
| 214  | 222  | 229  | 239  | 287  | 264  | 221  | 227  | 198  |

| 1876 | 1881 | 1886 | 1891 | 1896 | 1901 | 1906 | 1911 | 1921 |
| ---- | ---- | ---- | ---- | ---- | ---- | ---- | ---- | ---- |
| 196  | 189  | 185  | 169  | 165  | 155  | 148  | 136  | 125  |

| 1926 | 1931 | 1936 | 1946 | 1954 | - | - | - | - |
| ---- | ---- | ---- | ---- | ---- | - | - | - | - |
| 117  | 112  | 110  | 101  | 107  | - | - | - | - |

En 1817, Achâtel comptait 234 habitants répartis dans 50 maisons.

## Héraldique
| Blason de Achâtel | Blason  | Parti : au 1er mi-parti d'azur à deux bars adossés d'or accompagnés de quatre croisettes recroisetées au pied fiché du même, au 2e de gueules au dextrochère de carnation, vêtu d'azur, mouvant d'une nuée d'argent, tenant une épée du même garnie d'or et accostée de deux cailloux d'or ; au mur crénelé d'argent, maçonné de sable, mouvant de la pointe et brochant sur le tout. |
| Blason de Achâtel | Détails | |